# Mossatjärnen (Ramsele socken, Ångermanland)
Mossatjärnen är en sjö i Sollefteå kommun i Ångermanland och ingår i Ångermanälvens huvudavrinningsområde.